# Kento Misao
Kento Misao (三竿健斗?, Misao Kento; Musashino, 16 aprile 1996) è un calciatore giapponese, centrocampista dei Kashima Antlers.

## Statistiche

### Presenze e reti nei club
Statistiche aggiornate al 7 agosto 2024.
| Stagione               | Club                   | Campionato             | Campionato | Campionato | Coppe nazionali | Coppe nazionali | Coppe nazionali | Coppe continentali | Coppe continentali | Coppe continentali | Supercoppe | Supercoppe | Supercoppe | Totale | Totale |
| Stagione               | Club                   | Comp                   | Pres       | Reti       | Comp            | Pres            | Reti            | Comp               | Pres               | Reti               | Comp       | Pres       | Reti       | Pres   | Reti   |
| ---------------------- | ---------------------- | ---------------------- | ---------- | ---------- | --------------- | --------------- | --------------- | ------------------ | ------------------ | ------------------ | ---------- | ---------- | ---------- | ------ | ------ |
| 2014                   | Tokyo Verdy            | J2                     | 0          | 0          | CG              | 0               | 0               | -                  | -                  | -                  | -          | -          | -          | 0      | 0      |
| 2015                   | Tokyo Verdy            | J2                     | 39         | 0          | CG              | 2               | 0               | -                  | -                  | -                  | -          | -          | -          | 41     | 0      |
| Totale Tokyo Verdy     | Totale Tokyo Verdy     | Totale Tokyo Verdy     | 39         | 0          |                 | 2               | 0               |                    | -                  | -                  |            | -          | -          | 41     | 0      |
| 2016                   | Kashima Antlers        | J1                     | 4+1        | 0          | CG+CdL          | 3+3             | 0               | -                  | -                  | -                  | SBC+Cmc    | 0          | 0          | 11     | 0      |
| 2017                   | Kashima Antlers        | J1                     | 26         | 1          | CG+CdL          | 2+2             | 0               | AFC                | 3                  | 0                  | SG         | 0          | 0          | 33     | 1      |
| 2018                   | Kashima Antlers        | J1                     | 26         | 0          | CG+CdL          | 3+0             | 1+0             | AFC                | 11                 | 0                  | Cmc        | 0          | 0          | 40     | 1      |
| 2019                   | Kashima Antlers        | J1                     | 28         | 0          | CG+CdL          | 2+2             | 0               | ACL                | 8                  | 0                  | -          | -          | -          | 40     | 0      |
| 2020                   | Kashima Antlers        | J1                     | 30         | 1          | CdL             | 2               | 0               | AFC                | 1                  | 0                  | -          | -          | -          | 33     | 1      |
| 2021                   | Kashima Antlers        | J1                     | 34         | 0          | CG+CdL          | 2+7             | 0               | -                  | -                  | -                  | -          | -          | -          | 43     | 0      |
| 2022                   | Kashima Antlers        | J1                     | 33         | 2          | CG+CdL          | 4+6             | 0+1             | -                  | -                  | -                  | -          | -          | -          | 43     | 3      |
| gen.-giu. 2023         | Santa Clara            | PL                     | 17         | 0          | -               | -               | -               | -                  | -                  | -                  | -          | -          | -          | 17     | 0      |
| 2023-2024              | OH Lovanio             | D1                     | 20         | 1          | CB              | 1               | 0               | -                  | -                  | -                  | -          | -          | -          | 21     | 1      |
| lug.-dic. 2024         | Kashima Antlers        | J1                     | 2          | 0          | CG              | 0               | 0               | -                  | -                  | -                  | -          | -          | -          | 2      | 0      |
| Totale Kashima Antlers | Totale Kashima Antlers | Totale Kashima Antlers | 184        | 4          |                 | 38              | 2               |                    | 23                 | 0                  |            | 0          | 0          | 245    | 6      |
| Totale carriera        | Totale carriera        | Totale carriera        | 260        | 5          |                 | 41              | 2               |                    | 23                 | 0                  |            | 0          | 0          | 324    | 7      |

### Cronologia presenze e reti in nazionale
| Cronologia completa delle presenze e delle reti in nazionale ― Giappone | Cronologia completa delle presenze e delle reti in nazionale ― Giappone | Cronologia completa delle presenze e delle reti in nazionale ― Giappone | Cronologia completa delle presenze e delle reti in nazionale ― Giappone | Cronologia completa delle presenze e delle reti in nazionale ― Giappone | Cronologia completa delle presenze e delle reti in nazionale ― Giappone | Cronologia completa delle presenze e delle reti in nazionale ― Giappone | Cronologia completa delle presenze e delle reti in nazionale ― Giappone |
| Data                                                                    | Città                                                                   | In casa                                                                 | Risultato                                                               | Ospiti                                                                  | Competizione                                                            | Reti                                                                    | Note                                                                    |
| ----------------------------------------------------------------------- | ----------------------------------------------------------------------- | ----------------------------------------------------------------------- | ----------------------------------------------------------------------- | ----------------------------------------------------------------------- | ----------------------------------------------------------------------- | ----------------------------------------------------------------------- | ----------------------------------------------------------------------- |
| 16-12-2017                                                              | Chōfu                                                                   | Giappone                                                                | 1 – 4                                                                   | Corea del Sud                                                           | Coppa dell'Asia orientale 2017                                          | -                                                                       | 66’                                                                     |
| 23-3-2018                                                               | Liegi                                                                   | Giappone                                                                | 1 – 1                                                                   | Mali                                                                    | Amichevole                                                              | -                                                                       | 60’                                                                     |
| 27-3-2018                                                               | Liegi                                                                   | Giappone                                                                | 1 – 2                                                                   | Ucraina                                                                 | Amichevole                                                              | -                                                                       | 80’                                                                     |
| 11-9-2018                                                               | Ōsaka                                                                   | Giappone                                                                | 3 – 0                                                                   | Costa Rica                                                              | Amichevole                                                              | -                                                                       | 88’                                                                     |
| 12-10-2018                                                              | Niigata                                                                 | Giappone                                                                | 3 – 0                                                                   | Panama                                                                  | Amichevole                                                              | -                                                                       |                                                                         |
| 20-11-2018                                                              | Toyota                                                                  | Giappone                                                                | 4 – 0                                                                   | Kirghizistan                                                            | Amichevole                                                              | -                                                                       | 60’                                                                     |
| Totale                                                                  |                                                                         | Presenze                                                                | 6                                                                       |                                                                         | Reti                                                                    | 0                                                                       |                                                                         |

## Palmarès

### Club

#### Competizioni nazionali
- Campionato giapponese: 1

Kashima Antlers: 2016
- Coppa dell'Imperatore: 1

Kashima Antlers: 2016
- Supercoppa del Giappone: 1

Kashima Antlers: 2017

#### Competizioni internazionali
- AFC Champions League: 1

Kashima Antlers: 2018

### Nazionale
- Coppa d'Asia Under-23: 1

2016